# Adelstierna
Adelstierna var en svensk adelsätt från Gävle med samma ursprung som ätterna Cronstedt, Cederschiöld och von Gavel.
Ättens äldsta stamfader, borgaren Peder Hansson (död 1612), var rådman i Gävle, och gift med Ingrid Pedersdotter. Deras ene son Peder Gavelius var borgmästare i Stockholm och borgarståndets talman. Hans bror Elias Pedersson Gavelius var borgmästare i Gävle och gift med Catharina Nilsdotter. Hennes far, rådmannen i Gävle Nils Olofsson var son till borgaren i Gävle, Olof Mårtensson som kom från Teg i Umeå och tillhörde Bureätten, och hennes mor gifte som änka om sig med Olof Gammal, av samma släkt som Ehrenkrona.
Elias son Nils Gavelius flyttade till Vasa i Finland där han blev handlande och rådman. Hans hustru hette Elisabeth Fant. Deras båda söner Elias och Nils adlades 1708 med namnet Adelstierna och introducerades elva år senare på nummer 1441.
Elias Adelstierna till Husby hade före adlandet varit assessor i Exekutionskommissionen och hovkamrerare hos änkedrottningen Hedvig Eleonora. Han var gift två gånger men fick inga barn. Nils Adelstierna gjorde en juridisk ämbetsmannakarriär som häradshövding och var borgmästare i Eskilstuna och hauptman över livgedinget före adlandet, och fick slutligen en lagmans titel. Nils Adelstierna var ogift och slöt ätten när han avled 1735.